# Església de la Casa Batlló
L'Església de la Casa Batlló és una església historicista d'Olot (Garrotxa) protegida com a bé cultural d'interès local.

## Descripció
És una església realitzada a mitjans del segle xix imitant l'estil gòtic. Els murs són arrebossats i el teulat és a dues aigües. D'una sola nau, era capella particular dels senyors Batlló, que tenien el casal situat al costat. L'entrada principal és al carrer de Sant Rafael. Damunt ella i dins el timpà hi ha representada l'escena de l'anunciació de la resurrecció de Crist a les santes Dones. El seu estat de conservació és molt dolent. Avui és tancada al culte. Hi ha un establiment de la marca Levi's.

## Història
Durant el segle xvi la ciutat d'Olot viu uns moments de gran prosperitats, especialment durant la segona meitat del segle. Això atrau molts immigrants de remença, el que genera un notable creixement urbà. S'edifiquen el Carrer Major, el de Sant Rafael, els contorns del Firal i la Plaça Major. Durant la segona meitat del segle xix es tornen a fer grans construccions al carrer de Sant Rafael; s'enderroca el portal situat al final del carrer, es basteixen cases importants com Can Batlló i moltes d'altres són profundament renovades.